# Культорн Кирби

Объём продаж компрессоров Культорн по странам в 2011 г.

Культорн Кирби (англ. Kulthorn Kirby Public Company Limited, тайск. บริษัท กุลธรเคอร์บี้ จำกัด) — таиландская компания, 
является производителем и продавцом герметичных компрессоров поршневого типа для бытовых холодильников, морозильников, охладителей воды, коммерческого холода и систем кондиционирования. Входит в группу компаний Kulthorn Group. Штаб-квартира компании расположена в Бангкоке.

## История создания
Первая компания в Таиланде по производству герметичных компрессоров. Зарегистрирована в Совете по инвестициям Таиланда в 1980 году. Официальное открытие компании состоялось 13 января 1982 года. На первый год производственная мощность составляла 100 тысяч компрессоров. В 2012 году объём производства уже составил 5 млн. единиц в год, более 60% из которых поставлялись за пределы Таиланда.
В 1991 году компания была зарегистрирована на фондовой бирже Таиланда с разрешённым к выпуску капиталом 500 млн. бат.
В 2010 году капитал был увеличен до 850 млн. бат.
Культорн Кирби специализируется на производстве поршневых герметичных компрессоров для бытовых холодильников, коммерческого холода и кондиционирования.

## Дочерние компании
Начиная с 1991 года Культорн Кирби совместно с иными инвесторами учредила 6 дочерних предприятий по производству основных материалов и компонентов для выпуска компрессоров, в целях снижения себестоимости продукции, обеспечения стабильного качества и создания необходимых условий лидерства среди производителей стран Юго-Восточной Азии (АСЕАН):
- Kulthorn Premier Company Ltd —  производитель качественных автозапчастей, компрессоров металлических корпусов для компрессоров по лицензии компании Sanyo, Япония;
- Kulthorn Kirby Foundry Company Ltd — производитель качественных автозапчастей и металлических корпусов для компрессоров;
- Kulthorn Steel Company Limited — сталелитейный сырьевой центр для изготовления компрессоров и электродвигателей;
- Kulthorn Materials and Controls Company Ltd — производитель медной проволоки и термостатов для холодильного оборудования;
- Kulthorn Metal Products Company Ltd — производство штампованных и термообработанных изделий;
- Suzhou Kulthorn Magnet Wire Company Ltd — производитель медной проволоки[4].

## Деятельность
Культорн Кирби является лидером в производстве компрессоров в Таиланде. Компрессоры производятся по лицензии Tecumseh. После подписания Таиландом Монреальского протокола в 1989 году при поддержке Всемирного банка компания в 1994—1996 годах провела реконструкцию производства, перейдя с использования фреона CFC-12 на фреон HFC-134a, который не разрушает озоновый слой Земли.
В 2012 году Культорн Кирби заключила договоры с российской компанией «Глория-Холод», и украинской — «Холодотех» о поставках компрессоров в эти страны.
По состоянию на 2012 год оборот компании составил 11,54 млрд. бат, чистая прибыль 215,822 млн. бат,
число сотрудников составляет более 2 200 человек.